# Staafincident

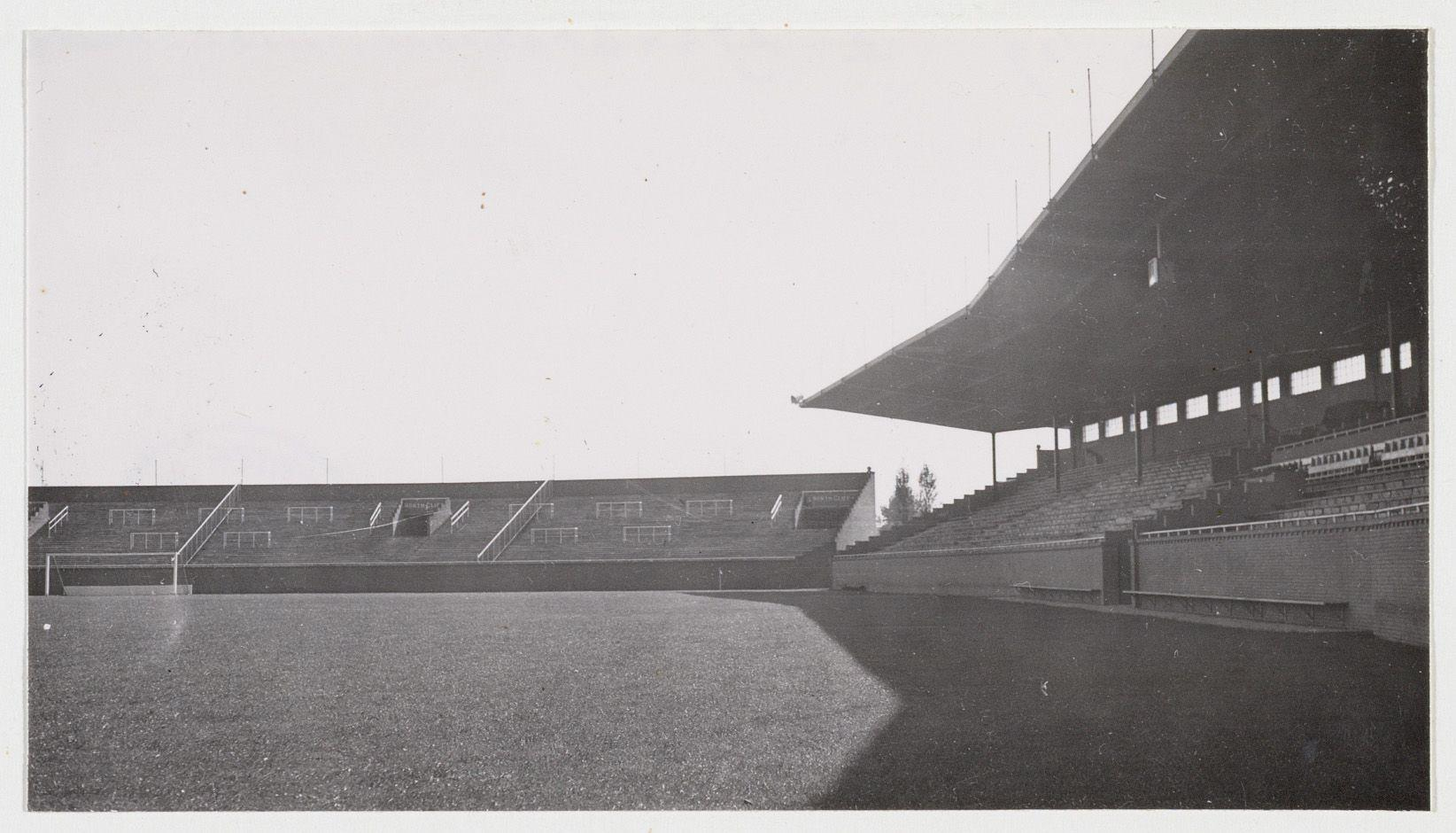
Stadion De Meer in 1937

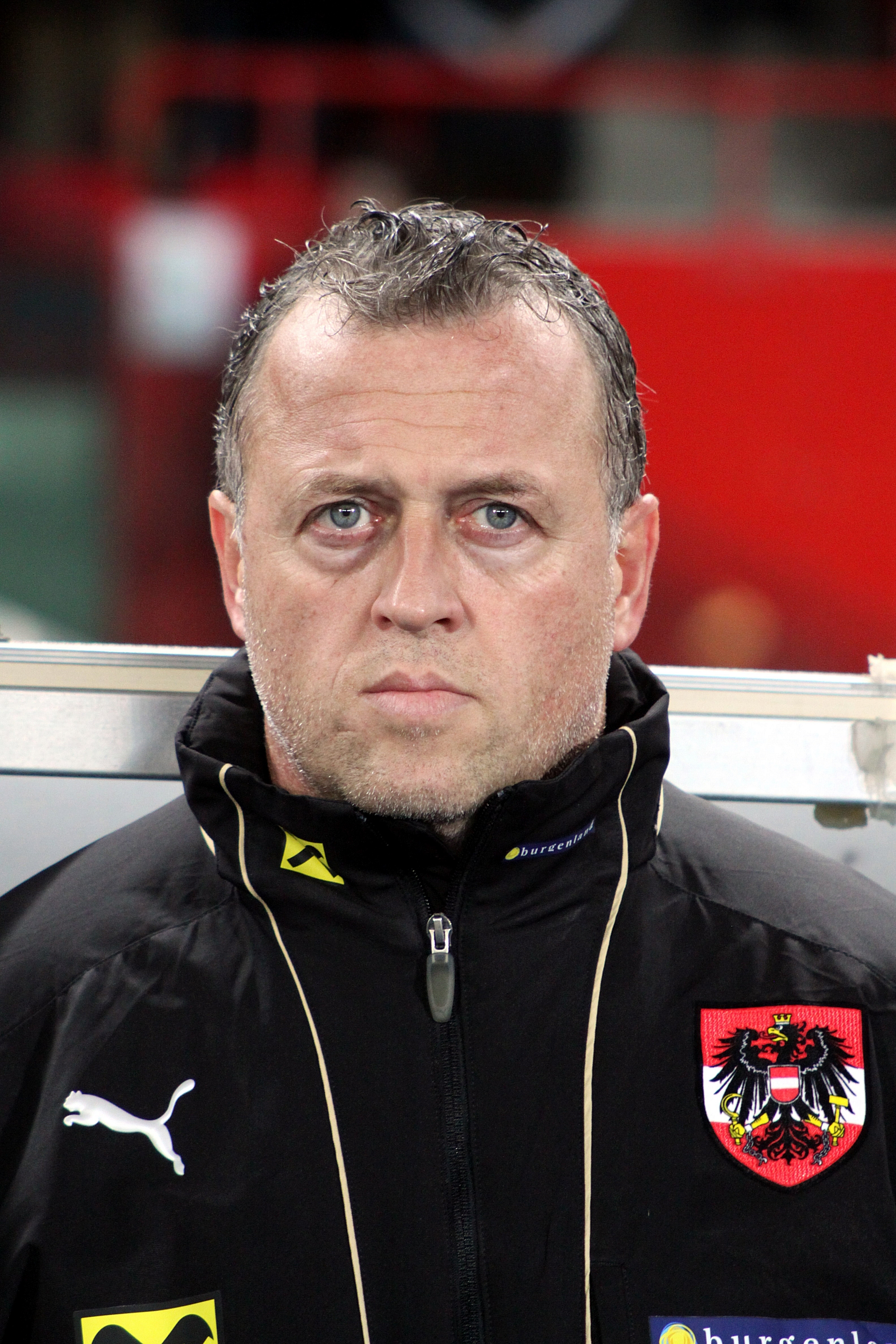
Franz Wohlfahrt in 2009

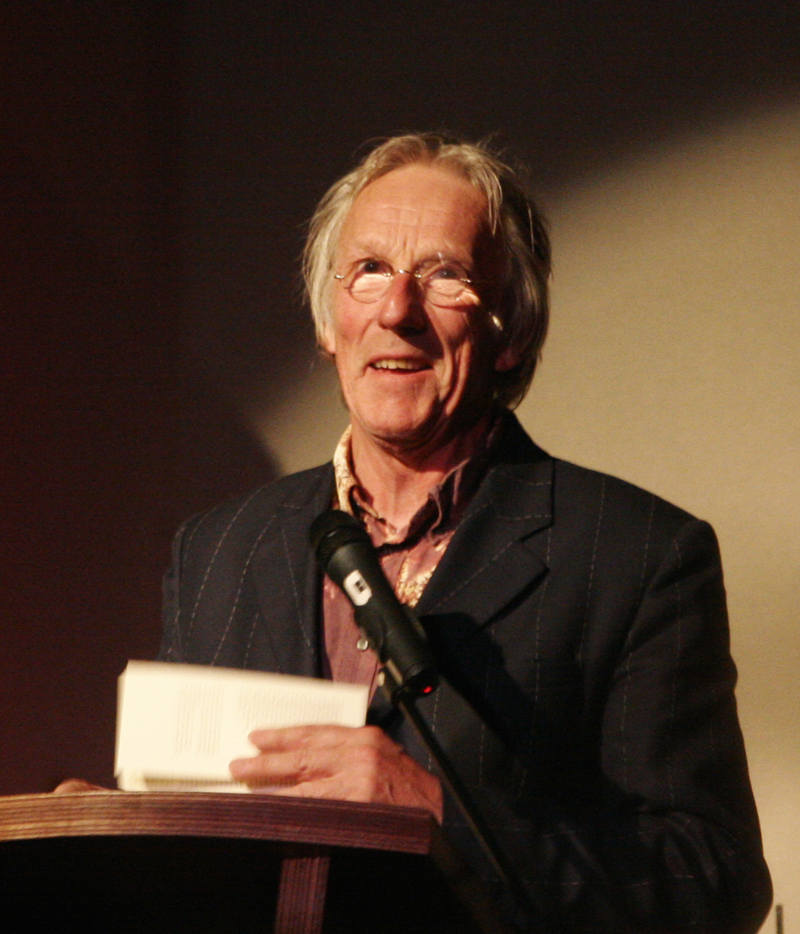
Freek de Jonge in 2010

Het staafincident was een ernstig geval van voetbalvandalisme, dat op 27 september 1989 plaatsvond in het Ajaxstadion De Meer. Tijdens een thuiswedstrijd van Ajax tegen Austria Wien werd de Oostenrijkse doelman Franz Wohlfahrt getroffen door een ijzeren staaf die het veld op was gegooid vanuit het vak van de F-Side. Ajax verloor reglementair en werd een jaar uitgesloten van Europese voetbalwedstrijden.

## Voorgeschiedenis
Eerder dat jaar was Ajaxvoorzitter Ton Harmsen opgevolgd door Michael van Praag. Op initiatief van de nieuwe voorzitter werden bekende Nederlanders ingeschakeld als stadionspeaker. Nadat Frank Masmeijer en Harry Slinger eerder al een wedstrijd hadden begeleid, was op 27 september Freek de Jonge aan de beurt tijdens de wedstrijd tegen het Oostenrijkse Austria Wien. De beide clubs troffen elkaar in het kader van de UEFA Cup. Ajax had de uitwedstrijd tegen Austria Wien met 1-0 verloren, en moest daarom thuis met minstens 1-0 winnen. Oostenrijk was destijds negatief in het nieuws door een affaire rond het oorlogsverleden van de Oostenrijkse president Kurt Waldheim. Tijdens de Tweede Wereldoorlog zou Waldheim betrokken zijn geweest bij deportaties en acties tegen partizanen, wat hij in zijn autobiografie had verzwegen.

## Telefoon voor de heer Waldheim
De Jonge begon als gast-speaker de avond met een onschuldige grap over Danny Blind. In de tweede helft van de wedstrijd meldde hij echter dat er telefoon was voor de heer Waldheim, die werd verzocht de heer Wiesenthal terug te bellen. Ajax stond na 90 minuten speeltijd met 1-0 voor, maar tijdens de verlenging maakte Austria Wien gelijk, zodat Ajax vrijwel zeker uitgeschakeld was voor de volgende ronde. De F-Side van Ajax begon "Nazi's! Nazi's!" te scanderen en de 17-jarige Ajax-fan Gerald M. gooide vanaf de F-Side-tribune een ijzeren staaf het veld op die de Oostenrijkse keeper Franz Wohlfahrt in diens rug trof. Van schrik liet Wohlfahrt zich vallen. De wedstrijd werd bij een stand van 1-1 gestaakt. De staaf werd door de Zwitserse scheidsrechter Bruno Galler van het veld gedragen en werd door Michael van Praag overhandigd aan de politie. Een replica werd later in het Ajaxmuseum tentoongesteld.
De Jonge verklaarde de volgende dag dat hij spijt had van zijn opmerking, maar ontkende een verband met de rellen. Volgens journalist Nico Scheepmaker was De Jonge opnieuw in de fout gegaan, na eerdere ongelukkige uitspraken over de Hillsboroughramp en de gijzeling in Bovensmilde.

## Gevolgen
Ajax verloor de thuiswedstrijd reglementair met 0-3 en mocht twee jaar lang geen Europees voetbal spelen (seizoenen 1990-1991 en 1991-1992). Tegen deze laatste straf ging Ajax in beroep, waarna de uitsluiting werd verminderd tot een jaar (seizoen 1990-1991), en de eerstvolgende drie Europese thuiswedstrijden van Ajax moesten op minstens 100 kilometer afstand van Amsterdam worden gespeeld. De commissie voor beroep liet het laakbare gedrag van Freek de Jonge in de beslissing meewegen. De schade verhaalde Ajax op de gooier van de staaf, met wie een regeling werd getroffen nadat hij in 1996 was veroordeeld tot het betalen van een half miljoen gulden plus 15 duizend gulden proceskosten. Gerald M. was enkele dagen na het incident aangehouden en werd eind 1989 door de politierechter tot vijf maanden gevangenisstraf veroordeeld, waarvan twee maanden voorwaardelijk. Na het uitzitten van zijn straf vroeg hij een seizoenskaart bij Ajax aan, die hem werd verstrekt.
Het staafincident maakte duidelijk dat de beveiliging in stadion De Meer hopeloos was verouderd.